# Karin Janz
Karin Büttner-Janz (17 de febrero de 1952) es una médica y gimnasta retirada alemana que compitió en pruebas de gimnasia artística para la Alemania Oriental. Ganó diversas medallas en Campeonatos Mundiales, Europeos y Juegos Olímpicos. En 1972, se retiró del deporte y terminó los estudios de medicina. Entre 1990 y 2012, fue médica en jefe del centro ortopédico del Hospital Vivantes en Friedrichshain, Alemania. Tiene una fundación llamada Spinefoundation.
En los Juegos Olímpicos de México 1968 ganó dos medallas en la competición de gimnasia: una plata en las barras asimétricas y bronce en la competición por equipos. No obstante, cuatro años después, obtuvo el título olímpico en salto y barras asimétricas, además de plata en el evento por equipos y el individual, y bronce en la barra de equilibrio. En 1972, se retiró para estudiar medicina. A lo largo de su carrera ganó diversas medallas en los campeonatos mundial y europeo, como el oro en barras asimétricas en Ljubljana 1970. Además, en 1971, introdujo un nuevo elemento en barras asimétricas, el «Janz Salto». En 2003, ingresó al Salón de la Fama de la Gimnasia.
Janz se especializó en ortopedia y desarrolló, junto a Kurt Schellnack, el Disco Artificial Lumbar Charité. En 1986, recibió el Premio Anual de Ciencia y Tecnología de la República Democrática de Alemania, por el desarrollo del disco. Al año siguiente, el Comité Olímpico Internacional le entregó un reconocimiento por logros académicos y deportivos. También es miembro honoraria de la Sociedad Ortopédica Estadounidense para la Medicina Deportiva.